# Élections constituantes de 1946 dans la Nièvre
Les élections constituantes françaises de 1946 se tiennent le 2 juin. Ce sont les deuxièmes élections constituantes, après le rejet du projet de Constitution française du 19 avril 1946 lors du référendum du 5 mai.

## Mode de scrutin
L'assemblée constituante est composée de 586 sièges pourvus au scrutin proportionnel plurinominal suivant la règle de la plus forte moyenne dans chaque département, sans panachage ni vote préférentiel.
Dans le département de la Nièvre, quatre députés sont à élire.

## Élus
| Député sortant    | Parti | Parti | Député élu ou réélu | Parti | Parti |
| ----------------- | ----- | ----- | ------------------- | ----- | ----- |
| Louis Bernard     |       | PCF   | Louis Bernard       |       | PCF   |
| Germaine François |       | PCF   | Germaine François   |       | PCF   |
| Léon Dagain       |       | SFIO  | Léon Dagain         |       | SFIO  |
| André Béranger    |       | MRP   | André Béranger      |       | MRP   |

## Résultats

### Résultats à l'échelle du département
| Parti    | Parti    | Tête de liste      | Résultats | Résultats | Sièges |  |
| Parti    | Parti    | Tête de liste      | Voix      | %         |        |  |
| -------- | -------- | ------------------ | --------- | --------- | ------ |  |
|          | PCF      | Louis Bernard      | 40 635    | 32,41     | 2      |  |
|          | MRP      | André Béranger     | 32 860    | 26,21     | 1      |  |
|          | SFIO     | Léon Dagain        | 27 682    | 22,08     | 1      |  |
|          | PRL      | Denys de Champeaux | 16 285    | 13,07     | -      |  |
|          | RGR      | Georges Pacton     | 7 805     | 6,323     | -      |  |
|          |          |                    |           |           |        |  |
| Inscrits | Inscrits | Inscrits           | 160 194   | 100,00    | 4      |  |
| Votants  | Votants  | Votants            | 127 106   | 79,35     |        |  |
| Exprimés | Exprimés | Exprimés           | 125 367   | 98,63     |        |  |